# Годдард, Тревор
Тре́вор Джо́зеф Годда́рд (англ. Trevor Joseph Goddard; 14 октября 1962, Кройдон, Суррей, Англия — 7 июня 2003, Северный Голливуд, Лос-Анджелес, Калифорния, США) — американский боксёр-профессионал и актёр британского происхождения. Наиболее известен своими ролями в кино, среди которых Кано из экранизации «Смертельная битва», лейтенант-коммандер Мик Брамби из телесериала «Военно-юридическая служба» и центральный антагонист Кифер из боевика «Солдаты фортуны».

## Жизнь и карьера
Тревор Джозеф Годдард родился 14 октября 1962 года в Кройдоне (ныне крупный район Лондона), графство Суррей, Англия. Был одним из двоих детей в семье Эрика и Клары Годдард. Вместе со своей сестрой Сарой вырос в Бромли, графство Кент. Работал садовником-декоратором, прежде чем перебрался в Америку. Поскольку в Штатах ему как англичанину практически невозможно было получить роль, Годдард выдавал себя за австралийца и часто апеллировал фактами вымышленной биографии, намеренно занижая свой возраст. Впоследствии многие средства массовой информации указывали, что актёру было 37 лет.
В самом начале своей кинокарьеры Годдард периодически появлялся в качестве камео во многих телесериалах, включая «Шёлковые сети», «Комиссар полиции», «Спасатели Малибу» и «Отступник». Однако актёрскому мастерству Годдард не обучался и к своим ролям относился не очень серьёзно. В 1993 году удостоился премии LA Drama Critics Circle Award в категории «лучшая актёрская работа» за участие в театральной постановке Cock & Bull Story. Далее снялся в фильме «Солдаты фортуны» (с Дольфом Лундгреном и будущей партнёршей по телесериалу «Военно-юридическая служба» Кэтрин Белл), который вышел на экраны в 1994 году. В 1995 году сыграл роль Кано в киноадаптации Пола Уильяма Скотта Андерсона «Смертельная битва». Созданный актёром образ послужил толчком к эволюции персонажа в последующих видеоиграх серии Mortal Kombat. В дальнейшем он продолжал сниматься и сыграл в таких фильмах, как «Угнать за 60 секунд» и «Вампир из Голливуда». Он также сыграл лейтенант-коммандера Мика Брамби в телесериале «Военно-юридическая служба», а его роль в фильме «Пираты Карибского моря: Проклятие „Чёрной жемчужины“» стала последним появлением актёра на экране. Годдарду были назначены анальгетики после того как произошёл разрыв связок голеностопа прямо во время съёмок. В 2010 году сразу на DVD был выпущен фильм «Сгибания с Монти» с Тревором Годдардом в главной роли. Съёмки фильма начались в 1994 году, однако были осложнены финансовыми проблемами, смертью ведущего актёра и продюсера.
Помимо всего прочего, Тревор Годдард занимался также боксом, причём выступал в полутяжёлом весе. За свою любительскую карьеру провёл 59 боёв, 58 из которых выиграл, прежде чем принял предложение перейти в профессионалы и отправился в Лос-Анджелес в 1987 году. Два года спустя в результате несчастного случая Тревор потерял три пальца на одной ноге, однако рассчитывал вернуться на ринг и обратился за помощью к инструктору по аэробике из Нью-Мексико Рут Энн Маккарти, которая впоследствии стала его женой. У них двое сыновей — Трэвис и Дэниел.

## Смерть
7 июня 2003 года Тревор Годдард был найден мёртвым в собственном доме в Северном Голливуде. Ему было 40 лет. Первоначальной версией было самоубийство, так как Годдард переживал бракоразводный процесс. Вскрытие показало, что смерть была вызвана передозировкой наркотиков героина, кокаина, темазепама и викодина. Адвокат Дженнифер Рокко, представлявшая интересы Годдарда в бракоразводном процессе, заявила, что её подопечный действительно принимал болеутоляющие препараты и страдал аритмией.
После смерти Тревора, его отец Эрик Годдард, бывший старший инспектор полиции Лондона, отметил, что обаяние, индивидуальность и внешность сына привели к неминуемому успеху. «[[[Тревор]]] убедил всех, что он австралиец, даже австралийцев. Перт стал его второй родиной» — заключил Эрик Годдард.

## Фильмография
| Год       |    | Русское название                                     | Оригинальное название                                  | Роль                                        |
| --------- | -- | ---------------------------------------------------- | ------------------------------------------------------ | ------------------------------------------- |
| 1989      | с  | Служебная командировка                               | Tour Of Duty                                           | Уильямс (1 эпизод)                          |
| 1991      | с  | Комиссар полиции                                     | The Commish                                            | Оззи Ван Спик (2 эпизода)                   |
| 1991      | с  | Тёмное правосудие                                    | Dark Justice                                           | Трэвис (1 эпизод)                           |
| 1992—1994 | с  | Шёлковые сети                                        | Silk Stalkings                                         | Штейнер, Оскар Лемэй (2 эпизода)            |
| 1992—1995 | с  | Отступник                                            | Renegade                                               | Диггер Мэйси, Тай Вэйтли (2 эпизода)        |
| 1993      | с  | Мерфи Браун                                          | Murphy Brown                                           | Колин (1 эпизод)                            |
| 1993      | с  | Поездка деточки                                      | Down the Shore                                         | Стэнч (1 эпизод)                            |
| 1993      | с  | Спасатели Малибу                                     | Baywatch                                               | Вилли Браун (1 эпизод)                      |
| 1993      | с  | Пустое гнездо                                        | Empty Nest                                             | Джо (1 эпизод)                              |
| 1994      | ф  | Солдаты фортуны                                      | Men of War                                             | Кифер                                       |
| 1995      | ф  | Смертельная битва                                    | Mortal Kombat                                          | Кано                                        |
| 1995      | в  | Нелегальный блюз                                     | Illegal in Blue                                        | Микки Фуллер                                |
| 1995      | ф  | Решающее очко                                        | The Break                                              | Нейлз                                       |
| 1996      | тф | Вчерашняя мишень                                     | Yesterday's Target                                     | агент Риггс                                 |
| 1996      | с  | Она написала убийство                                | Murder, She Wrote                                      | Бойд Хендрикс (1 эпизод)                    |
| 1996      | с  | Человек ниоткуда                                     | Nowhere Man                                            | Маки (1 эпизод)                             |
| 1996      | ф  | Быстрые деньги                                       | Fast Money                                             | Реги                                        |
| 1996      | в  | Жертва ягуара                                        | Prey of the Jaguar                                     | Дамиан Бандера                              |
| 1997      | тф | Нападение на Остров Дьявола                          | Assault on Devil's Island                              | Фракер                                      |
| 1997      | ф  | Штормовые волны                                      | Dead Tides                                             | Скотт                                       |
| 1998      | с  | Вавилон-5                                            | Babylon 5                                              | Трэйс (1 эпизод)                            |
| 1998      | тф | Легион                                               | Legion                                                 | Куттер                                      |
| 1998      | с  | Секретные материалы                                  | The X-Files                                            | 1-й британский матрос (1 эпизод)            |
| 1998—2001 | с  | Военно-юридическая служба                            | JAG                                                    | лейтенант-коммандер Мик Брамби (42 эпизода) |
| 1998      | ф  | Подъём с глубины                                     | Deep Rising                                            | Ти-Рэй                                      |
| 1998      | ф  | Дылда                                                | She's Too Tall                                         | Уорнер                                      |
| 1998      | ф  | Кое-что о девушках                                   | Some Girl                                              | Рави                                        |
| 2000      | с  | 18 колёс правосудия                                  | 18 Wheels of Justice                                   | Пол Стокер (1 эпизод)                       |
| 2000      | ф  | Угнать за 60 секунд                                  | Gone in 60 Seconds                                     | Дон (в титрах не указан)                    |
| 2001      | тф | Когда Билли побеждает Бобби                          | When Billie Beat Bobby                                 | Барри Курт                                  |
| 2001      | ф  | Бегство мертвеца                                     | Dead Man's Run                                         | Джейсон                                     |
| 2002      | ф  | Вампир из Голливуда                                  | Hollywood Vampyr                                       | Кровавый                                    |
| 2003      | ф  | Пираты Карибского моря: Проклятие „Чёрной жемчужины“ | Pirates of the Caribbean: The Curse of the Black Pearl | Грэппл                                      |
| 2010      | в  | Сгибания с Монти                                     | Flexing with Monty                                     | Монти                                       |

## Награды и номинации
| Год  | Награда                                | Категория               | Работа            | Результат |
| ---- | -------------------------------------- | ----------------------- | ----------------- | --------- |
| 1992 | Los Angeles Drama Critics Circle Award | Лучшая актёрская работа | Cock & Bull Story | Победа    |

## Статистика боёв
В таблице перечислены результаты всех поединков боксёров.
В каждой строке указан результат поединка. Дополнительно номер поединка обозначен цветом, который обозначает итог поединка. Расшифровка обозначений и цветов представлена в нижеследующей таблице.
| Пример | Расшифровка                     |
| ------ | ------------------------------- |
|        | Победа                          |
|        | Ничья                           |
|        | Поражение                       |
|        | Планируемый поединок            |
|        | Поединок признан несостоявшимся |
| КО     | Нокаут                          |
| ТКО    | Технический нокаут              |
| PTS    | Решение судей (по очкам)        |
| UD     | Единогласное решение судей      |
| MD     | Решение большинства судей       |
| SD     | Раздельное решение судей        |
| RTD    | Отказ от продолжения боя        |
| DQ     | Дисквалификация                 |
| NC     | Поединок признан несостоявшимся |

| Бой | Дата             | Соперник              | Место проведения                        | Результат | Примечание |
| --- | ---------------- | --------------------- | --------------------------------------- | --------- | ---------- |
| 4   | 1 декабря 1988   | Кит Макмюррей (3-3-0) | Марриотт отель, Ирвайн, Калифорния, США | KO        |            |
| 3   | 29 сентября 1988 | Аллан Майнус (1-0-0)  | Марриотт отель, Ирвайн, Калифорния, США | TKO       |            |
| 2   | 29 февраля 1988  | Грег Холидей          | Марриотт отель, Ирвайн, Калифорния, США | PTS       |            |
| 1   | 24 ноября 1987   | Уолтер Старк (0-1-0)  | Форум, Инглвуд, Калифорния, США         | UD        |            |
| Бой | Дата             | Соперник              | Место проведения                        | Результат | Примечание |

## Комментарии
1. ↑  При росте — 6 футов 1 дюйм, его вес составлял — 175 фунтов[5], что соответствует 185 см и 79 кг.